# Judas (historieta)
Judas es una historieta italiana del Oeste de la casa Sergio Bonelli Editore, creada por Ennio Missaglia.
Apareció por primera vez en septiembre de 1979, con el episodio titulado "Calibro 45", y se cerró en diciembre de 1980.

## Argumento
Alan Scott, el protagonista de la historieta, tiene un pasado como bandido. Cuando su novia Vivian es matada durante un robo en el que él mismo participa, se entrega a la justicia, denunciando también a sus socios. Esta traición le hace ganar el apodo de "Judas".
Atormentado por el remordimiento por la muerte de la mujer amada, Alan decide ponerse al servicio de la ley para expiar sus pecados. Se convierte así en un agente de la Pinkerton cínico e despiadado, despreciado por los criminales que le consideran un traidor e incluso evitado por sus colegas, debido a sus modales despectivos y violentos.
A diferencias de otros cómics del Oeste de la Bonelli, como Tex, en Judas no faltan atmósferas y temas típicos del spaghetti western. La serie no logró ganarse el favor del público y cerró tras 16 números.